# Stolperstein in Schipkau

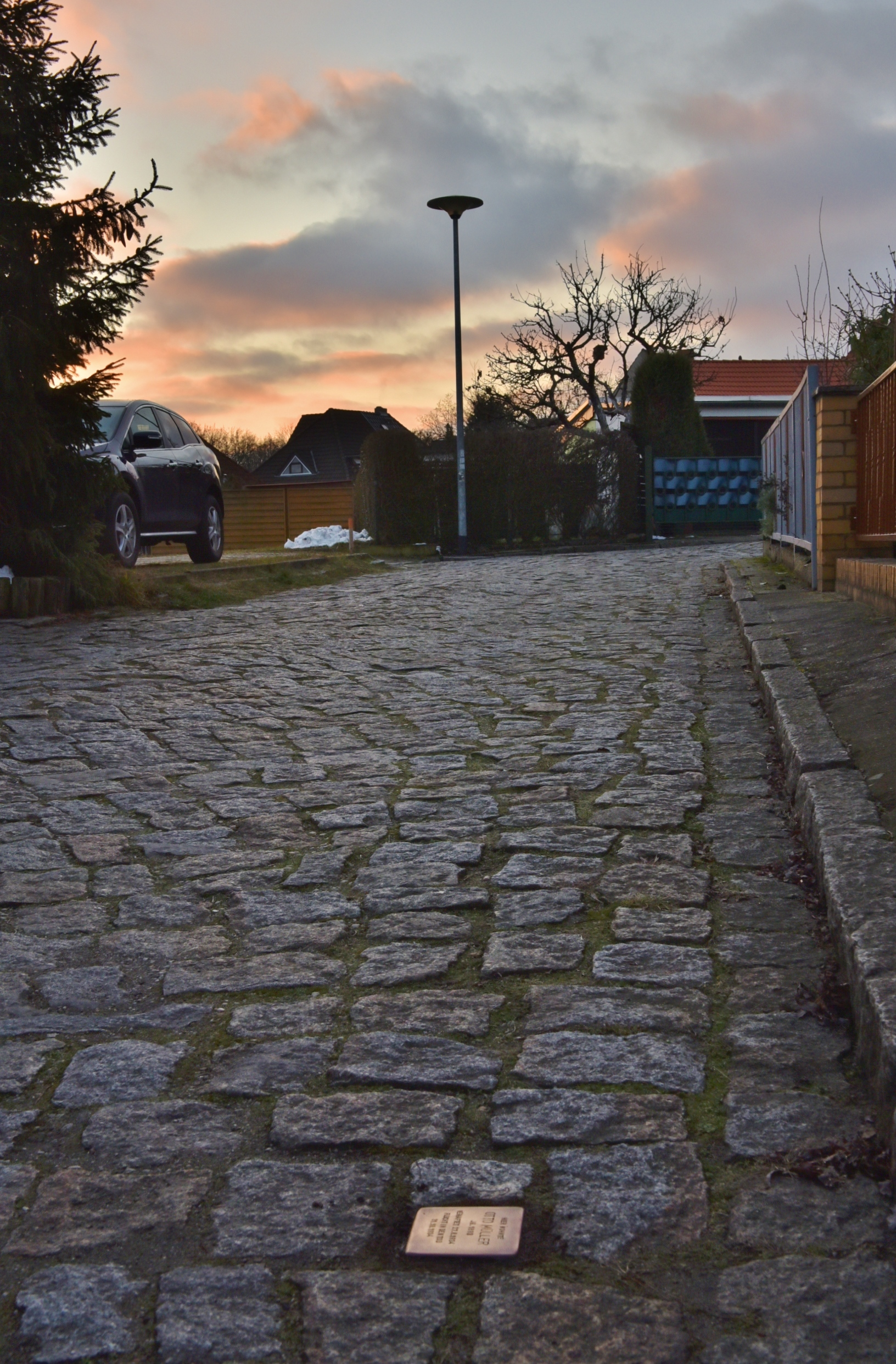
Stolperstein in Schipkau

Der Stolperstein in Schipkau ist dem NS-Opfer Otto Müller gewidmet. Stolpersteine werden vom Kölner Künstler Gunter Demnig in weiten Teilen Europas verlegt. Sie erinnern an das Schicksal der Menschen, die von den Nationalsozialisten ermordet, deportiert, vertrieben oder in den Suizid getrieben wurden und liegen im Regelfall vor dem letzten selbstgewählten Wohnsitz des Opfers.
Der bislang einzige Stolperstein von Schipkau, er liegt in der früher eigenständigen Gemeinde Hörlitz, wurde am 10. Juli 2007 vom Künstler persönlich verlegt.

## Stolperstein
| Stolperstein | Inschrift                                                                         | Standort                      | Name, Leben |
| ------------ | --------------------------------------------------------------------------------- | ----------------------------- | --- |
|              | HIER WOHNTE OTTO MÜLLER JG. 1893 VERHAFTET 27.6.1934 FLUCHT IN DEN TOD 31.10.1934 | Hörlitz, Otto-Müller-Straße 5 | Otto Müller wurde am 9. Juli 1893 in Senftenberg geboren. Er entstammte einer Arbeiterfamilie und wurde Gießer, spezialisiert auf Grauguss. Müller engagierte sich in der Gewerkschaft. Er war überzeugter Kommunist und wurde leitender Funktionär der Ortsgruppe Senftenberg der KPD, der vor den kriegstreiberischen Absichten der Nationalsozialisten warnte. Des Weiteren setzte Otto Müller sich für die Einheitsfront mit allen anderen Links-Gruppierungen ein und leitet nach der Machtergreifung Hitlers im Januar 1933 die Widerstandsarbeit im Lausitzer Braunkohlerevier. Zu den Flugschriften, die er zur Verteilung brachte zählten Görings Hungerplan und Pestgestank über Deutschland. Am 27. Juni 1934 wurde er verhaftet, es folgten brutale Verhöre, in denen er standhaft blieb und keine Namen nannte. Doch verließ ihn die Hoffnung. Otto Müller nahm sich am 21. oder 31. Oktober 1934 das Leben. Eine letzte Nachricht an seine Frau und sein Kind waren in der Kleidung versteckt: „Liebe Marie, liebes Klärchen! Seid mir bitte nicht böse, ich kann nicht anders. Liebe Grüße, Euer Papa“ Die Straße, in der er wohnte, trägt heute seinen Namen. |

## Verlegung
Hörlitz gehörte von 1974 bis 1990 zur Gemeinde Senftenberg und hieß damals Senftenberg-West. Die Verlegung erfolgte am 10. Juli 2017 gemeinsam mit den ersten fünf Stolpersteinen in Senftenberg. Die Initiative für den Stolperstein ging von der Rosa-Luxemburg-Stiftung aus, einer Institution, die der Partei Die Linke nahesteht. Leiterin der Arbeitsgruppe Stolpersteine war Eva Klein. Bei der Feierstunde im Senftenberger Rathaus sprachen der Bürgermeister Andreas Fredrich (SPD), der Künstler und Eva Klein.

## Weblink
- Chronik der Stolpersteinverlegungen auf der Website des Projekts von Gunter Demnig